# Esquist blau

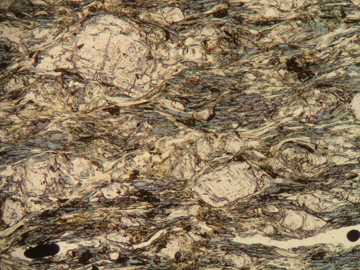
Fotografia d'una làmina prima d'un esquist blau de Sivrihisar, Turquia.

Els esquists blaus, també anomenats a vegades esquists de glaucòfan (no confondre amb les fàcies metamòrfiques d'esquists blaus) són roques metavolcàniques que es formen a partir del metamorfisme d'un basalt o de roques de composició similar a aquest a altes pressions i baixes temperatures, corresponents aproximadament a entre 15 i 20 km de profunditat i entre 200 i 500 °C. El color blau de la roca és degut a la presència dels minerals predominantsː el glaucòfan i la lawsonita. Els esquists blaus troben típicament en cinturons orogènics, sovint en contacte per falla amb esquists verds o roques de la fàcies eclogita.

## Petrologia
L'esquist blau es defineix per la presència de glaucòfan (junt amb lawsonita o epidota) +/- jadeïta +/- albita o clorita +/- granat +/- moscovita, en roques de composició basàltica metamorfitzades. Els esquists blaus solen tenir textures lepidoblàstiques, nematoblàstiques o esquistoses definides principalment per la clorita, la fengita, el glaucòfan i altres minerals amb hàbits elongats o de placa.